# Tim Robbins
Timothy Francis "Tim" Robbins (West Covina, 16 de outubro de 1958), é um ator, roteirista, produtor, cineasta e músico norte-americano, vencedor do Óscar de Melhor Ator Coadjuvante pela sua atuação em Mystic River, de Clint Eastwood.
.

## Biografia

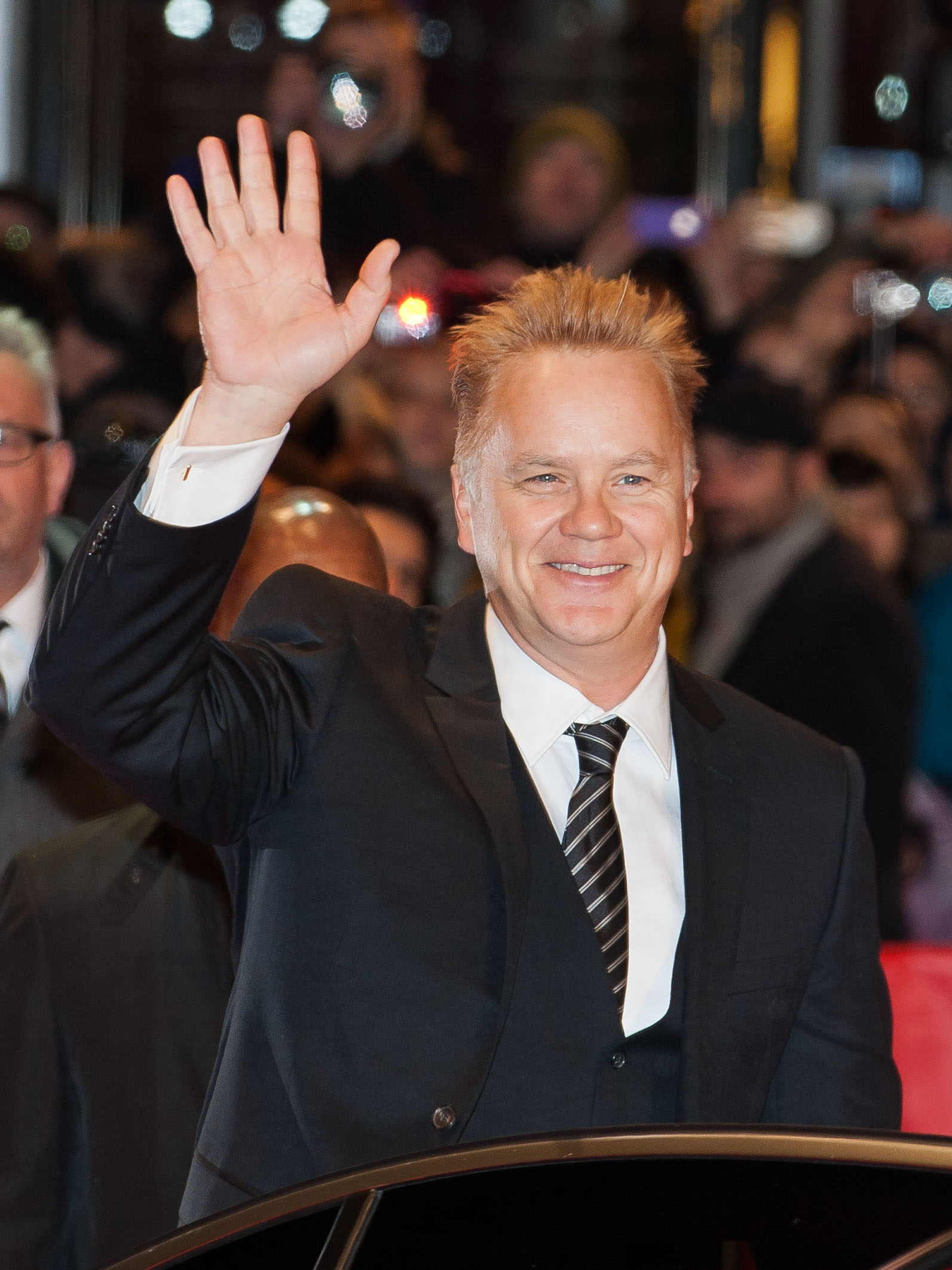
Tim no Festival de Berlim, em 2013

Nascido em West Covina, Califórnia, e criado em Nova Iorque, Robbins se interessou por atuação aos 12 anos. Estudou teatro na State University of New York por dois anos antes de ir para escola de cinema da UCLA, se formando em 1981.
Tim foi casado com a também atriz Susan Sarandon, com quem tem dois filhos. A separação foi anunciada em setembro de 2010.

## Filmografia
| Ano  | Título original                       | Título no Brasil                                 | Título em Portugal                   | Observações                                                          |
| 2023 | Silo                                  |                                                  |                                      | TV                                                                   |
| 2019 | Dark Waters                           | O Preço da Verdade                               |                                      |                                                                      |
| 2019 | Castle Rock                           |                                                  |                                      | Papel na segunda temporada                                           |
| 2018 | Here and Now                          |                                                  |                                      | TV                                                                   |
| 2017 | Marjorie Prime                        |                                                  |                                      |                                                                      |
| 2015 | The Brink                             |                                                  |                                      | TV (10 episódios)                                                    |
| 2014 | Welcome to Me                         | Bem-Vindos ao Mundo                              |                                      |                                                                      |
| 2014 | The Spoils of Babylon                 |                                                  |                                      | TV (1 episódio)                                                      |
| 2013 | Life of Crime                         | Sem direito a resgate                            |                                      |                                                                      |
| 2012 | Thanks for Sharing                    | Terapia do sexo                                  |                                      |                                                                      |
| 2012 | Portlandia                            | Portlandia                                       |                                      | TV                                                                   |
| 2011 | Green Lantern (filme)                 | Lanterna Verde                                   |                                      |                                                                      |
| 2008 | City of Ember                         | Cidade das Sombras                               |                                      |                                                                      |
| 2007 | Noise                                 | Passando dos Limites                             |                                      |                                                                      |
| 2006 | Tenacious D in: The Pick of Destiny   | Tenacious D: Uma Dupla Infernal                  |                                      |                                                                      |
| 2006 | Catch a Fire                          | Em Nome da Honra                                 | Catch a Fire - Guerra de Culturas    |                                                                      |
| 2005 | Embedded                              | sem título em português                          | sem título em português              |                                                                      |
| 2005 | La vida secreta de las palabras       | A Vida Secreta das Palavras                      | A Vida Secreta das Palavras          |                                                                      |
| 2005 | War of the worlds                     | Guerra dos Mundos                                | Guerra dos Mundos                    |                                                                      |
| 2005 | Zathura                               | Uma aventura espacial                            |                                      |                                                                      |
| 2004 | Anchorman: The Legend of Ron Burgundy | O âncora - A lenda de Ron Burgundy               |                                      |                                                                      |
| 2003 | Code 46                               | Código 46                                        |                                      |                                                                      |
| 2003 | The Day my God died                   | sem título em português                          | sem título em português              |                                                                      |
| 2003 | Mystic River                          | Sobre Meninos e Lobos                            | Mystic River                         | Golden Globe, Screen Actors Guild e Oscar de melhor ator coadjuvante |
| 2002 | The Truth About Charlie               | O Segredo de Charlie                             |                                      |                                                                      |
| 2001 | Human Nature                          | A Natureza Quase Humana                          | Natureza Humana                      |                                                                      |
| 2001 | Last party 2000                       | sem título em português                          | sem título em português              |                                                                      |
| 2001 | AntiTrust                             | Ameaça virtual                                   | Conspiração.com                      |                                                                      |
| 2000 | High Fidelity                         | Alta Fidelidade                                  | Alta Fidelidade                      |                                                                      |
| 2000 | Mission to Mars                       | Missão: Marte                                    | Missão a Marte                       |                                                                      |
| 1999 | Austin Powers: The Spy Who Shagged Me | Austin Powers 2 - O espião "bond" cama           | Austin Powers: O Espião Irresistível |                                                                      |
| 1999 | Arlington Road                        | O Suspeito da Rua Arlington                      | O Suspeito da Rua Arlington          |                                                                      |
| 1999 | Cradle Will Rock                      | O Poder Vai Dançar                               | América - Anos 30                    | Também diretor e roteirista                                          |
| 1997 | Nothing to Lose                       | Nada a Perder                                    |                                      |                                                                      |
| 1995 | Dead Man Walking                      | Os últimos passos de um homem                    |                                      | Apenas diretor e roteirista                                          |
| 1994 | The Hudsucker Proxy                   | Na Roda da Fortuna                               |                                      |                                                                      |
| 1994 | I.Q.                                  | A Teoria do Amor                                 | O Génio do Amor                      |                                                                      |
| 1994 | Prêt-à-Porter                         | Prêt-à-Porter                                    | Pronto-a-Vestir                      |                                                                      |
| 1994 | The Shawshank Redemption              | Um Sonho de Liberdade                            | Os Condenados de Shawshank           |                                                                      |
| 1993 | Short Cuts                            | Short Curts - Cenas da vida                      | Short Cuts - Os americanos           |                                                                      |
| 1992 | Post no Bills                         | sem título em português                          | sem título em português              |                                                                      |
| 1992 | The Player                            | O Jogador                                        | O Jogador                            | Festival de Cannes e Golden Globe - melhor ator                      |
| 1992 | Bob Roberts                           | Bob Roberts                                      | Bob Roberts - Candidato ao Poder     | Também diretor e roteirista                                          |
| 1991 | Jungle Fever                          | Febre da Selva                                   | A Febre da Selva                     |                                                                      |
| 1990 | Cadillac Man                          | Um Conquistador em Apuros                        |                                      |                                                                      |
| 1990 | Jacob's Ladder                        | Alucinações do Passado                           |                                      |                                                                      |
| 1989 | Eric the Viking                       | As Aventuras de Erik                             |                                      |                                                                      |
| 1989 | Miss Firecracker                      | Tudo por uma Ilusão                              |                                      |                                                                      |
| 1989 | Twister                               |                                                  |                                      |                                                                      |
| 1988 | Bull Durham                           | Sorte no amor                                    |                                      |                                                                      |
| 1988 | Tapeheads                             | Tapeheads - Uma dupla muito louca                |                                      |                                                                      |
| 1987 | Five Corners                          | Vingança Tardia                                  |                                      |                                                                      |
| 1986 | Howard the Duck                       | Howard, o Super-herói                            |                                      |                                                                      |
| 1986 | Top Gun                               | Top Gun - Asas Indomáveis                        |                                      |                                                                      |
| 1985 | Fraternity Vacation                   | Férias da Pesada ou Quando a turma sai de férias |                                      |                                                                      |
| 1985 | Malice in Wonderland                  |                                                  |                                      | TV                                                                   |
| 1985 | The Sure Thing                        | A Coisa Certa                                    |                                      |                                                                      |
| 1984 | No Small Affair                       | Um Caso Muito Sério                              |                                      |                                                                      |
| 1984 | Toy Soldiers                          | Soldados de Brinquedo                            |                                      |                                                                      |
| 1983 | Quaterback Princess                   | sem título em português                          |                                      | TV                                                                   |

## Prêmios e Indicações

#### Óscar
| Ano  | Categoria               | Filme            | Notas    |
| ---- | ----------------------- | ---------------- | -------- |
| 1996 | Melhor Direção          | Dead Man Walking | Indicado |
| 2004 | Melhor Ator Coadjuvante | Mystic River     | Venceu   |